# Humørkort-stativ-sælgerens søn
Humørkort-stativ-sælgerens søn er en dansk komediefilm fra 2002 instrueret af Peter Bay, der sammen med Mads Brenøe og Dunja Gry Jensen har skrevet manuskriptet.
Hella Joof blev nomineret til en Robert for årets kvindelige birolle, for sin rolle som Bolette.

## Handling
Den konfliksky forlagsredaktør, Rasmus, spjætter som en plukket kylling, når hans bomstærke, målbevidste ekskæreste Bolette klukker som en skrukhøne og kræver action. Bolette er 37 og fast besluttet på at få barn med den trippende kujon, der prøver at snige sig ud af jerngrebet, da han hovedkulds forelsker sig i en blond dyrlæge og kommer i kattepine.

## Medvirkende
- Thomas Bo Larsen - Rasmus
- Hella Joof - Bolette
- Niels Olsen - Jack Høst
- Anette Støvelbæk - Emilie
- Philip Zandén - Staffan
- Jesper Klein - Per
- Birthe Neumann - Elin
- John Hahn-Petersen - Bjerre
- Jorge Ballarin - Blomsterhandler
- Marcelino Ballarin - Blomsterhandler
- Christian Braad Thomsen - Dyrlæge
- Nell og Louise Andersen - Tvillinger